# The Letter Black
I The Letter Black, precedentemente conosciuti come Breaking the Silence, sono un gruppo christian rock formatosi nel 2006 a Uniontown, Pennsylvania.

## Storia

### Primi anni (2006–2009)
I Letter Black partirono come team di preghiera nella chiesa in cui Sarah Anthony e suo marito Mark erano un duo vocale sotto il nome di "Breaking the Silence".
Nel 2007, pubblicarono l'album Stand grazie ad un'etichetta indipendente.
Dopo la firma del contratto con la Tooth & Nail Records, cambiarono il nome del gruppo in The Letter Black. Nel 2008, Sarah partecipò all'album For the Love of the Game dei Pillar, cantando nel brano I Fade Away.

### Hanging On by a Thread(2009–2012)
Il primo album con la nuova etichetta è Hanging On by a Thread, pubblicato il 4 maggio 2010, che portò il gruppo alla posizione numero 8 della sezione rock di iTunes il giorno stesso.
Parteciparono come gruppo di apertura per gli Skillet al "2010 Awake and Alive Tour" e per i Thousand Foot Krutch nel "Welcome to the Masquerade Tour".
Una versione remixata dell'album, intitolata Hanging On by a Remix, venne pubblicata il 22 maggio 2012.

### Rebuild(2013–2016)
All'inizio del 2013, la band annunciò di essere al lavoro su un nuovo lavoro e più tardi rivelò che il terzo album si sarebbe intitolato Rebuild. Il primo singolo estratto dall'album fu Sick Charade, pubblicato il 3 ottobre 2012 e Pain Killer venne pubblicata il 10 settembre 2013 come terzo singolo.
L'8 marzo 2013 viene pubblicato un video musicale per il brano The Only One, non presente in alcun brano del gruppo.
L'album avrebbe dovuto essere pubblicato il 23 aprile 2013, ma la data di pubblicazione venne posticipata, poiché il gruppo aveva deciso di aggiungere altre tre tracce all'album. L'album venne poi pubblicato il 12 novembre 2013.

### Pain(2016-presente)
Il 19 novembre 2016, la band ha presentato in anteprima una brano sulla loro pagina Facebook come annuncio per il quarto album in studio. Hanno anche annunciato di aver lasciato la Tooth & Nail Records e che avrebbero registrato il loro prossimo album in modo indipendente. La band ha lanciato una campagna Kickstarter da $25.000 con successo per registrare il loro prossimo album. In seguito ha firmato un contratto con la EMP Music Group il 13 marzo 2017. Pochi giorni dopo viene annunciato Pain, quarto album in studio, e ne è stata rivelata la copertina; l'album è stato pubblicato il 26 maggio 2017. Il primo singolo, Last Day That I Cared, è stato presentato in anteprima sulla rivista Revolver il 30 aprile 2017. Il 19 maggio 2017 è stato pubblicato un video testuale per Rock's Not Dead.

## Discografia

### Album in studio
- 2007 – Stand
- 2010 – Hanging On by a Thread
- 2013 – Rebuild
- 2017 – Pain

### EP
- 2009 – Breaking the Silence
- 2011 – Hanging On by a Thread Sessions Vol. 1
- 2011 – Hanging On by a Thread Sessions Vol. 2

### Singoli
| Anno | Titolo                 | Album di provenienza    |
| ---- | ---------------------- | ----------------------- |
| 2009 | Best of Me             | Breaking the Silence EP |
| 2010 | Hanging On by a Thread | Hanging On by a Thread  |
| 2010 | Believe                | Hanging On by a Thread  |
| 2011 | Fire with Fire         | Hanging On by a Thread  |
| 2012 | The Only One           | Rebuild                 |
| 2012 | Sick Charade           | Rebuild                 |
| 2013 | Pain Killer            | Rebuild                 |
| 2014 | Up from The Ashes      | Rebuild                 |
| 2017 | Last Day That I Cared  | Pain                    |

## Formazione
- Sarah Anthony – voce
- Mark Anthony – chitarra, cori
- Daniel Hegerle – batteria (2017-presente)

Ex componenti
- Adam DeFrank – batteria (2006–2008)
- Mat Slagle – batteria (2009–2011)
- Taylor Carroll – batteria (2011–2012)
- Matt Beal – basso (2006–2015)
- Justin Brown - batteria (2012–2017)

Turnisti
- Keith Anselmo – batteria (2008)[18]
- Ty Dietzler – chitarra ritmica (2009-2010)
- Mike Motter – batteria (2017)